# Patricia Mazuyová
Patricia Mazuyová (* 22. ledna 1960 Dijon, Francie) je francouzská filmová režisérka. Svůj první film nazvaný La boiteuse natočila v roce 1984; šlo však pouze o krátkometrážní třináctiminutový snímek. Svůj první celovečerní film nazvaný Peaux de vaches natočila v roce 1988. Roku 1991 režírovala sedmnáctou epizodu šesté řady seriálu The Hitchhiker s názvem „A Whole New You“. V roce 1994 pak epizodu „Travolta et moi“ francouzského seriálu Tous les garçons et les filles de leur âge…. Ke třem jejím filmům, Saint-Cyr (2000), Sport de filles (2011) a Paul Sanchez est revenu! (2018), složil hudbu velšský hudebník John Cale. Roku 2004 natočila se svým manželem Simonem Reggianim dokumentární snímek Basse Normandie. V několika filmech rovněž hrála.

## Filmografie
- La boiteuse (1984) – režie, scénář
- Wundkanal (1984) – střih
- Bez střechy a bez zákona (1985) – střih
- Peaux de vaches (1988) – režie, scénář
- Des taureaux et des vaches (1992) – režie
- Travolta et moi (1994) – režie, scénář
- La Finale (1999) – režie, scénář
- Saint-Cyr (2000) – režie, scénář
- Basse Normandie (2004) – režie, scénář
- Sport de filles (2011) – režie, scénář
- Deux Rémi, deux (2015) – herečka
- Slečna Nespokojená (2016) – herečka
- Le Concours (2016) – vystupující
- Rodin (2017) – herečka
- Paul Sanchez est revenu! (2018) – režie, scénář
- Bowling Saturne (2022) – režie, scénář
- 5 hectares (2023) – herečka
- Les Prisonnières / Portraits trompeurs (2024) – režie, scénář